# Godzina „W” (film)
Godzina „W” (ang. „W” Hour) – polski film z 1979 w reżyserii Janusza Morgensterna.
Film opowiada o wydarzeniach z pierwszego dnia powstania warszawskiego, 1 sierpnia 1944, gdy Niemcy wycofywali się z Warszawy w związku z natarciem wojsk radzieckich. W tych okolicznościach polskie podziemie wydaje rozkaz rozpoczęcia walk o tytułowej godzinie „W”.

## Obsada
- Ewa Błaszczyk jako Teresa
- Jerzy Gudejko jako „Czarny”
- Piotr Łysak jako Andrzej
- Wojciech Wysocki jako „Witold”
- Tomasz Stockinger jako powstaniec
- Irena Laskowska jako matka Teresy
- Katarzyna Łaniewska jako matka Jacka
- Halina Dunajska jako Izabela, matka „Czarnego”
- Tadeusz Chudecki jako „Kędzierzawy”
- Michał Juszczakiewicz jako „Sowa”
- Jerzy Kramarczyk jako „Słowik”
- Jan Piechociński jako „Jastrząb”
- Tomasz Dedek jako strzelec „Orzeł”
- Wojciech Magnuski jako strzelec „Kanarek”
- Jarosław Domin jako Józek „Nowy”
- Wojciech Adamczyk jako Felek, podkomendny Jacka
- Jarosław Dunaj jako Jacek
- Jacek Strzemżalski jako Wacek, bratanek Jackowskich
- Stanisław Bieliński jako ojciec Andrzeja
- Andrzej Ferenc jako kapral „Ariosto”
- Jolanta Nowak-Pun jako dziewczyna w mieszkaniu – szkole podchorążych
- Tadeusz Bogucki jako ojciec „Czarnego”
- Joanna Duchnowska jako Hania, koleżanka Andrzeja
- Emilia Krakowska jako Jackowska
- Krystyna Ciechomska jako sąsiadka Jacka
- Wanda Elbińska-Robaczewska jako matka Sławka, członka grupy Andrzeja
- Marek Sokół jako „Tapir”, podkomendny Jacka
- Teresa Mikołajczuk jako kobieta w tramwaju
- Rafał Kłopotowski jako Ryś (nie występuje w czołówce)
- Wojtek Królik Królikiewicz powstaniec (nie występuje w czołówce)
- Jacek Friedel
- Paweł Łysak powstaniec
- Krzysztof Gosztyła jako strzelec „Sęp”
- Aleksandra Dmochowska  jako matka „Andrzeja”
- Piotr Bąk jako „Borsuk” (nie występuje w czołówce)
- Cezary Harasimowicz jako słuchacz szkoły podchorążych (nie występuje w czołówce)

## Nagrody
- Jerzy Stefan Stawiński, Złoty Szczupak najlepszy scenariusz Festiwalu Polskiej Twórczości Telewizyjnej (1980)
- Janusz Morgenstern, Złoty Szczupak najlepszy reżyser na Festiwalu Polskiej Twórczości Telewizyjnej (1980)